# Gennadij Majorov
Gennadi Georgijevič Majorov (rusky Геннадий Георгиевич Майоров; * 8. března 1941 v Moskvě) je sovětský a ruský historik filosofie se specializací na středověkou filozofii, vysokoškolský pedagog, doktor filosofických věd, profesor Lomonosovovy univerzity, kde mu v roce 2003 byl udělen čestný titul „Zasloužilý profesor“.

## Životopis
V roce 1965 dokončil studia na filosofické fakultě Moskevské státní univerzity. V roce 1969 obhájil kandidátskou disertační práci na téma Gnozeologie Gottfrieda Leibnize (rusky Гносеология Готфрида В. Лейбница). Roku 1979 uveřejnil knihu pod názvem Formování středověké filozofie (rusky Формирование средневековой философии). V roce 1983 mu byla udělena vědecká hodnost „doktor věd“. Od roku 1968 působí na Katedře dějin zahraniční filozofie. Ve své odborné a badatelské činnosti se zabývá středověkou filosofií, v poslední době také otázkou o vzniku filozofie. Při studiu středověké filosofie se zaměřuje především na latinskou patristiku.